# Ilja Sawkin
Ilja Filippowicz Sawkin, ros. Илья Филиппович Сaвкин (ur. w 1918 r. we wsi Janowka w obwodzie smoleńskim, zm. 18 sierpnia 1944 r. w Darmstadt) – radziecki pilot wojskowy (starszyna), pilot Luftwaffe podczas II wojny światowej
W okresie międzywojennym służył w lotnictwie wojskowym Armii Czerwonej. Doszedł do stopnia starsziny. Po ataku wojsk niemieckich na ZSRR 22 czerwca 1941 r., był lotnikiem 691 Pułku Lotniczego Nocnych Bombowców, operującego nad Finlandią. 21 lub 24 stycznia 1943 r. na samolocie wielozadaniowym U-2 przeleciał na stronę Finów. Na pocz. maja tego roku przeniesiono go do Niemiec, gdzie wstąpił do Rosyjskiej Armii Wyzwoleńczej (ROA). Faktycznie służył w 3 Eskadrze Fl. ÜG 1/4 "Süd" Luftwaffe, która zajmowała się odprowadzaniem samolotów myśliwskich Me 109 z zakładów lotniczych w Darmstadt na front. Zginął 18 sierpnia 1944 r. na lotnisku w Darmstadt podczas lądowania.